# Marc Valeri Lactuca Màxim
Marc Valeri Lactuca Màxim (en llatí Marcus Valerius M'. F. Volusi N. Lactuca Maximus) va ser un magistrat romà fill de Manius Valerius Volusus Maximus.
Era cònsol romà l'any 456 aC i es va oposar a Luci Icili, tribú de la plebs, que volia assignar l'Aventí als plebeus. El nom de Lactuca, que vol dir enciam i era un dels aliments preferits pels romans, es va convertir en cognomen. Pertany a la mateixa classe de cognoms que Cicer (Ciceró) que vol dir cigró.